# Multnomah County
Multnomah County är ett administrativt område i delstaten Oregon, USA. År 2010 hade countyt 735 334 invånare. Den administrativa huvudorten (county seat) är Portland. 

## Geografi
Enligt United States Census Bureau har countyt en total area på 1 207 km². 1 129 km² av den arean är land och 78 km² är vatten. 

### Angränsande countyn
- Clark County, Washington,  - nord
- Skamania County, Washington,  - nordöst
- Hood River County, Oregon - öst
- Clackamas County, Oregon - syd
- Washington County, Oregon - väst
- Columbia County, Oregon - nordväst